# 和霊騒動
和霊騒動（われいそうどう）は、元和6年6月29日（1620年7月28日）に発生した宇和島藩のお家騒動のことである。山家清兵衛事件ともいう。

## 経緯

### 騒動前夜
宇和島藩は、慶長19年（1614年）に伊達政宗の庶長子伊達秀宗が伊予に10万石を与えられて成立した藩である。政宗は秀宗に「五十七騎」と呼ばれる家臣を付け、重臣として藩を運営させた。その中で山家清兵衛公頼が筆頭家老として実質的に藩政を執った。初期の宇和島藩の課題は藩の支配体制を確立することであったが、宇和島は豊臣政権の時代から領主家が頻繁に入れ替わったため領内は疲弊しており、藩は早くから財政難に見舞われた。そのため、秀宗は父政宗から6万両を借り入れた。その返済は寛永12年（1635年）まで続き、初期の宇和島藩にとって大きな負担となった。
また、元和5年（1619年）には大坂城の石垣修復普請を請け負ったことから、藩の運営を巡り山家清兵衛と桜田玄蕃元親が対立を起こす。しかし、山家清兵衛は政宗から信任が厚かったことから、秀宗は清兵衛を疎んじて桜田玄蕃を重用し、清兵衛は謹慎する。それ以前にも、反清兵衛派は清兵衛暗殺を企てて、秀宗生母・龍泉院の七回忌の法要にて、当時法要の責任者だった清兵衛を茶坊主を使って毒殺しようとしたが、これは未遂に終わっている。

### 襲撃
翌元和6年6月29日、雨天の深夜、山家邸が襲撃され、清兵衛と清兵衛の次男と三男、そして隣家の清兵衛の娘婿、塩谷内匠（しおのやたくみ）とその子2人が斬殺された。当時9歳だった清兵衛の四男も、現・丸之内和霊神社社殿裏の井戸に投げ込まれて殺害されたが、清兵衛の母親と妻は無事だった。秀宗の命による「御成敗」により、桜田玄蕃一派が襲撃したと言われるが、玄蕃本人は襲撃当日には大坂城の石垣修復に従事していた。秀宗はこの事件を江戸幕府はおろか、政宗にも報告しなかった。これに怒った政宗は、五十七騎の一人で重臣の桑折左衛門を通じ秀宗を詰問して謹慎を命じ、幕府に宇和島藩の改易を嘆願したが、これは宇和島藩取り潰しの回避を目論む政宗の芝居だったともいわれている。
慌てた秀宗は幕府や政宗に釈明の使者を出したり、妻の実家である彦根藩の井伊直孝に仲介を依頼した。彦根藩や仙台藩の仲介工作の結果、当時老中だった土井利勝は政宗の嘆願を上奏せず、宇和島藩は改易を免れたが、これにより宇和島伊達家は本家と気まずい仲になる。

## 事件後の騒動
事件後、寛永9年（1632年）、秀宗正室・桂林院の三回忌法要の際、大風によって金剛山正眼院本堂の梁が落下し、桜田玄蕃が圧死した。その後も山家清兵衛の政敵たちが海難事故や落雷によって相次いで死亡した。そこで、宇和島藩家老の神尾勘解由が、宇和島城の北にある八面大荒神の社隅に小さな祠を建てて、児玉（みこたま）明神とした。しかしその甲斐なく、秀宗は病床に伏し、秀宗の六男徳松、長男左近太夫宗實が早世、次男左京亮宗時が病没した。災難は家中にとどまらず、飢饉や台風、大地震が相次いだ。このことが「清兵衛が怨霊となり怨みを晴らしているのだ」と噂になったため、秀宗は承応2年（1653年）に檜皮の森に神社を建立、京都吉田家の奉幣使を招いて同年6月23日と24日に亘って神祗勘請を行い、「山頼和霊神社」とした。そして享保16年（1731年）に5代藩主伊達村候によって、清兵衛邸跡に今日の和霊神社を創建し、清兵衛の霊を慰めた。

## 宇和島の風習
宇和島の子供たちは蚊帳を吊る季節になると、両親や祖父母から和霊伝説を聞かされ、襲撃日の当夜のみは蚊帳を吊らないという風習を行った。蚊帳の普及は近代からであり、風習自体も最近のものであるが、蚊帳の流行が廃れつつある現代では、この風習も語られなくなってきている。

## 備考
1986年（昭和61年）頃の『愛媛新聞』に、当時の山家家・桜田家の当主の「そのような伝説は聞いたことがない」旨の発言が掲載され、史実との対比が話題となった。